# А-11
А-11 — рекордный планёр конструкции Олега Антонова.

## Конструкция
Одноместный цельнометаллический рекордный планёр конструкции Олега Антонова А-11 был разработан и построен в 1957 году. Крыло имело мощную механизацию, которая улучшала характеристики планёра, расширяла диапазон режимов полёта, облегчала набор высоты в восходящих потоках и посадку планёра. Это был среднеплан с V-образным оперением и одноколёсным убирающимся шасси с закрывающимися створками.
2-лонжеронное крыло состояло из двух трапециевидных консолей с закруглёнными и отогнутыми вниз законцовками. Оно по всему размаху имело профиль Р-IIIA. Механизация крыла включала в себя щелевые элероны с весовыми балансирами, закрылки и двухсторонние интерцепторы. Носок и верхняя поверхность крыла были обшиты листовым дюралиминием, а нижняя — полотном. Консоли крыла можно было за несколько минут заменить на более короткие. Эта замена превращала рекордный планёр А-11 в пилотажный планёр А-13.
Фюзеляж конструктивно представлял собой бесстрингерный полумонокок, образованный 18-ю шпангоутами, обшивкой и легкосъёмный стальной лыжей. Кабина пилота закрывалась плексигласовым фонарём, который плавно вписывался в контур фюзеляжа. Фонарь состоял из трёх частей и обеспечивал хороший обзор пилоту. В аварийной ситуации фонарь мог сбрасываться. Сиденье пилота было регулируемым по длине и высоте. V -образное оперение состоит из двух съёмных рулей. От ручки управления рули отклонялись всех и вниз, выполняя функции рулей высоты. От педалей рули отклонялись в разные стороны, выполняя функции руля направления.
Планёр был устойчив по всем осям и хорошо управлялся, однако требовал особого внимания на всех режимах полёта. Пилот имел хороший обзор и удобные условия для работы.
Планёр выпускался серийно и успешно эксплуатировался, пока на смену ему не пришёл планёр А-15. На планёре А-11 был установлен целый ряд всесоюзных и международных рекордов.

## Лётно-технические характеристики
- Размах крыла — 16,50 м;
- Длина — 6,00 м;
- Относительное удлинение — 22,4;
- Площадь крыла — 12,15 м²;
- Масса;
  - пустого — 310 кг;
  - полётная — 400 кг;
- Максимальная скорость — 300 км/ч;
- Максимальное аэродинамическое качество — 34;
- Скорость МАК — 100 км/ч;
- Минимальное снижение — 0,90 м/с;
- Посадочная скорость — 60-80 км/ч;
- Экипаж — 1 человек.